# Vila Valaška
Vila Valaška (též lázeňský dům Valaška) je vila v Luhačovicích.

## Historie
Vila byla postavena v roce 1907 podle projektu architekta Dušana Jurkoviče. Investorem byl vizovický stavitel František Novák a vila sloužila jako jeho rodinné sídlo. Krátce poté dům odkoupili příbuzní pražské herečky Leopoldy Dostalové a udělali z něj lázeňský penzion. Vila byla později znárodněna a sloužila k ubytování zaměstnanců lázní. V devadesátých letech 20. století byla v restituci vrácena původním majitelům. Od roku 2000 je kulturní památkou. V roce 2009 pak byla vila novým soukromým vlastníkem rekonstruována na hotel.

## Architektura
Jedná se o třípodlažní, samostatně stojící dům na téměř čtvercovém půdorysu, s mansardovou střechou. Vzhledem k umístění ve svahu je uliční průčelí pouze dvoupodlažní. Podezdívka domu je kamenná a v nárožích vybíhá v podpěráky sahající až do třetího podlaží, kde podpírají arkýřová okna. Ve středu přízemí uličního, západního průčelí je umístěn hlavní vchod v portiku se sedlovou střechou s valbičkou. Další, vedlejší vstupy jsou umístěny v jižním a východním průčelí. Ve třetím podlaží zaujmou arkýřová okna na nárožích, s rámy v modré barvě. Na jižní i severní fasádě nese vila nápis VALAŠKA. Mansardová střecha je uprostřed prolomena osmibokou věží s pásovým světlíkem a osmibokou jehlanovou střechou.
Hlavní komunikační osou domu je osmiboká schodišťová věž. Z podesty v každém podlaží vedou vstupy do jednotlivých pokojů. V interiéru zůstaly zachovány některé původní Jurkovičovy prvky.